# Vành khuyên Nhật Bản
Vành khuyên Nhật Bản (danh pháp hai phần: Zosterops japonicus) là một loài chim trong họ Zosteropidae.
Phạm vi bản địa của loài này bao gồm phần lớn châu Á, gồm Nhật Bản, Trung Quốc, bán đảo Triều Tiên, Việt Nam, Đài Loan và Philippines. Loài này đã được du nhập vào nhiều nơi khác trên thế giới để làm chim cảnh và kiểm soát loài gây hại.
Loài này là loài ăn tạp, có chế độ ăn trái cây từ một số loài thực vật có hoa, các loại côn trùng, và mật hoa ở tất cả các cấp độ của tán lá. Chúng ăn côn trùng bằng cách tìm kiếm chúng ở dưới lá, hoa và vỏ cây.
Chim có màu xanh ô liu trên lưng, từ phía trước đến phía sau, và có màu xanh lục nhạt ở mặt dưới. Bàn chân, chân và mỏ của nó có màu từ đen đến nâu. Chim có đôi cánh tròn và chiếc mỏ dài, mảnh - cả hai đều cho thấy loài chim này có khả năng nhào lộn rất tốt. Cánh của nó có màu nâu sẫm, nhưng viền ngoài có màu xanh lục. Con trưởng thành có chiều dài từ 4 đến 4,5 inch, và nặng từ 9,75 đến 12,75 gam.
Loài chim này còn được gọi với tên "mejiro" (mejiro cũng có nghĩa là "mắt trắng" trong tiếng Nhật). 

## Phân loại
Có 15 phân loài được công nhận, nhiều trong số đó là loài đặc hữu:
- Z. j. japonicus Temminck & Schlegel, 1845 – nam Sakhalin, Nhật Bản và duyên hải bán đảo Triều Tiên
- Z. j. stejnegeri Seebohm, 1891 – Quần đảo Izu về phía nam đến Torishima (quần đảo Nanpo)
- Z. j. alani Hartert, 1905 – Iwo Jima (quần đảo núi lửa)
- Z. j. insularis Ogawa, 1905 – phía bắc quần đảo Ryukyu
- Z. j. loochooensis Tristram, 1889 – Quần đảo Ryukyu ngoại trừ phía bắc
- Z. j. daitoensis Kuroda, 1923 – Quần đảo Borodino
- Z. j. obstinatus Hartert, 1900 – Ternate, Tidore, quần đảo Bacan (tây Halmahera) và đảo Seram
- Z. j. montanus (Bonaparte, 1850) – các núi ở Sumatra, Java, Bali, quần đảo Sunda Nhỏ, Sulawesi và miền nam Moluccas
- Z. j. difficilis (Robinson & Kloss, 1918) – núi Dempo (nam Sumatra)
- Z. j. parkesi (duPont, 1971) – Palawan (tây Philippines)
- Z. j. whiteheadi (Hartert, 1903) – bắc Luzon (bắc Philippines)
- Z. j. diuatae (Salomonsen, 1953) – bắc Mindanao (nam Philippines)
- Z. j. vulcani (Hartert, 1903) – trung bộ Mindanao (nam Philippines)
- Z. j. pectoralis (Mayr, 1945) – Negros (tây trung bộ Philippines)
- Z. j. halconensis (Mearns, 1907) – Mindoro (tây bắc Philippines)

## Hình ảnh

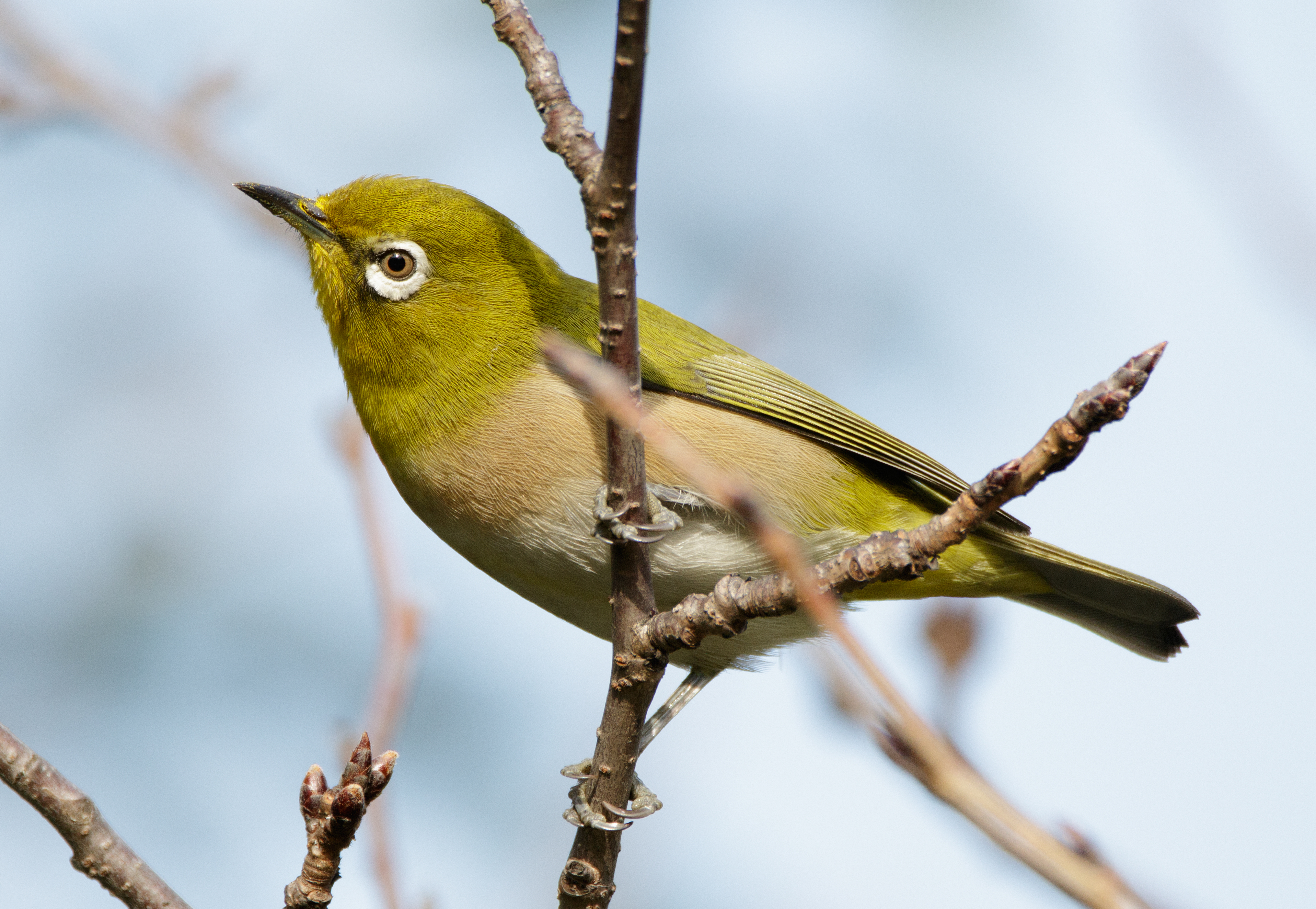
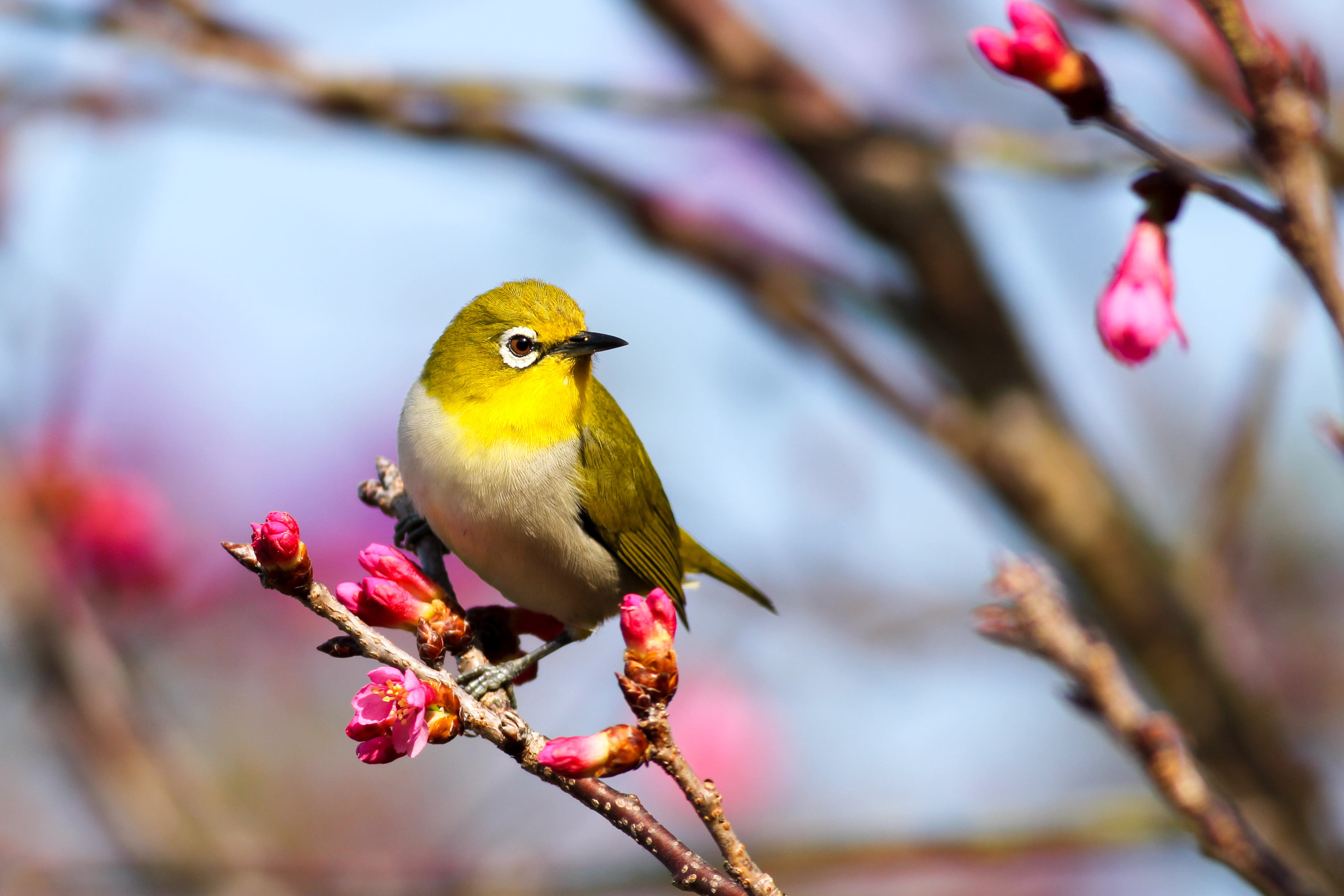
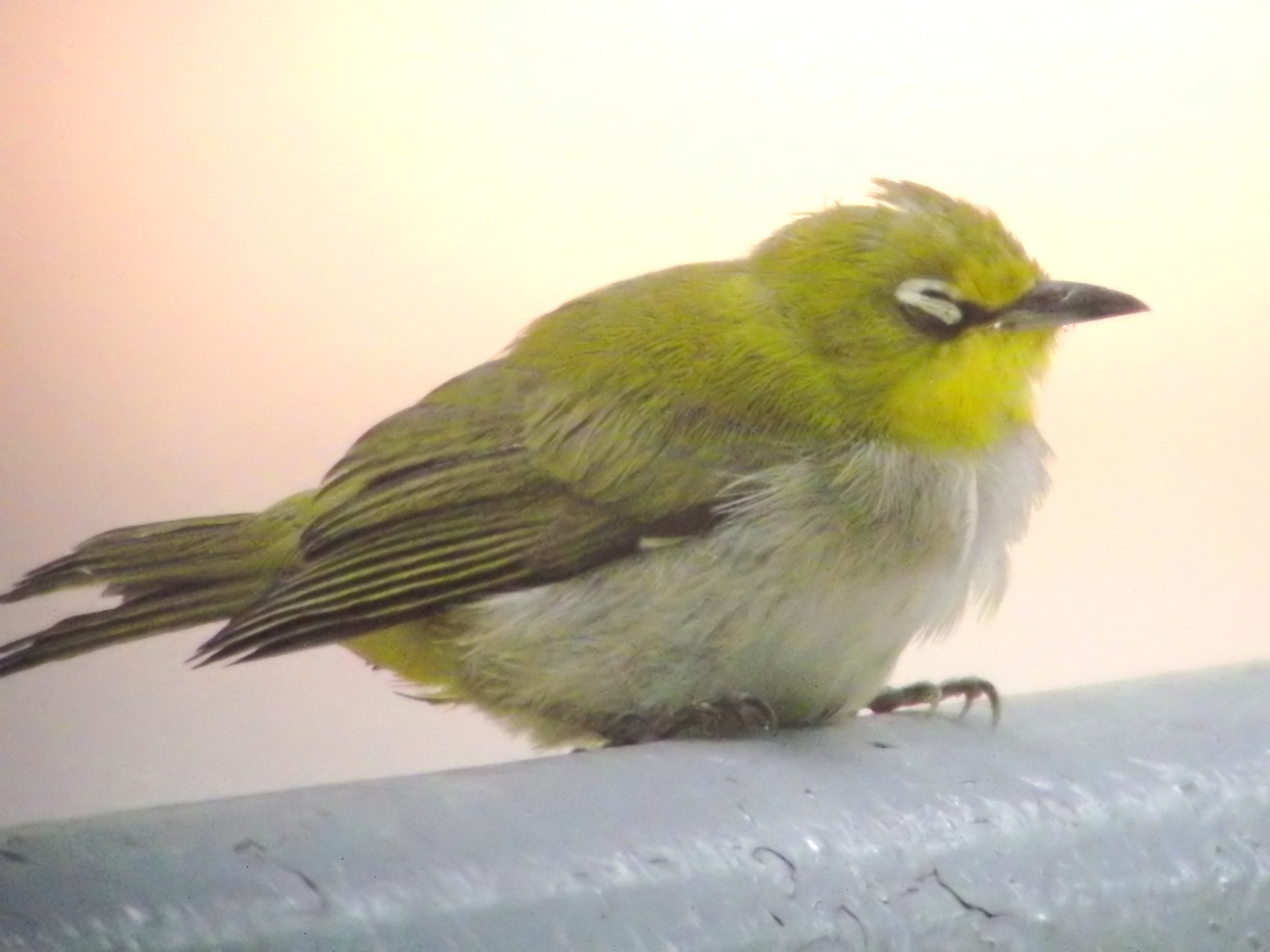
Đang ngủ
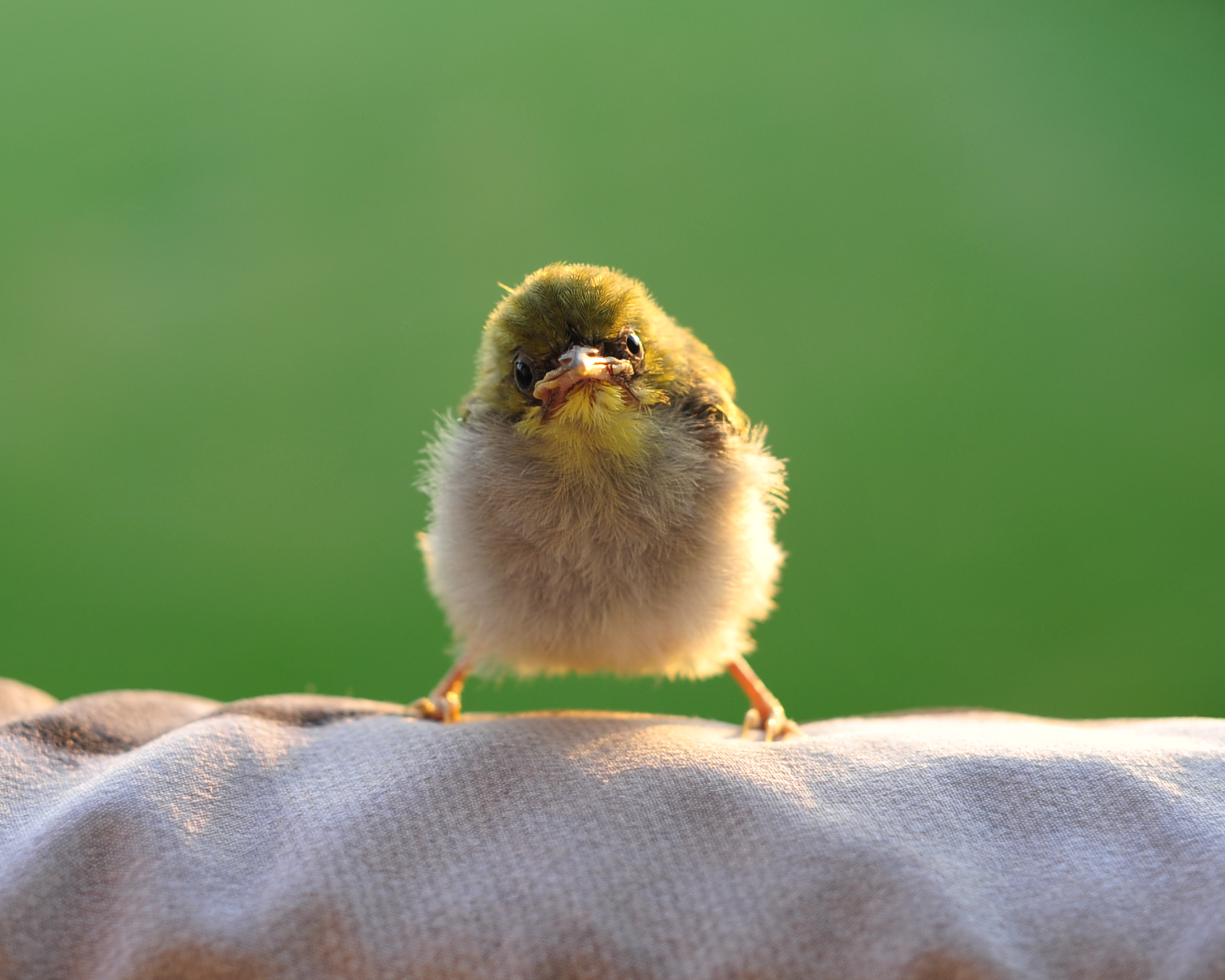